# Östliche Nordamerikanische Wasserscheide

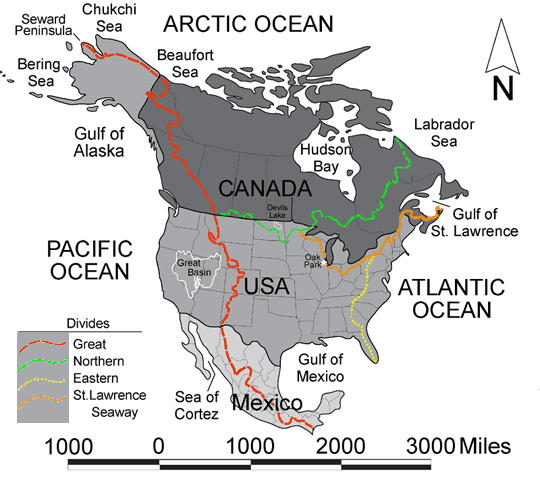
Die Östliche Kontinentale Wasserscheide (gelb)

Die Östliche Kontinentale Wasserscheide (Eastern Continental Divide) befindet sich im Osten Nordamerikas. Sie trennt die Einzugsgebiete der Flüsse, welche in den Nordatlantik und in den Golf von Mexiko fließen. Direkt in den Atlantik münden eher kleinere Flüsse wie der Hudson River, der Potomac River oder der Savannah River, die in den Golf von Mexiko entwässernden Flüssen gehören meist zum Einzugsgebiet des Mississippi Rivers. 
Vom Wasserscheidepunkt im Norden Pennsylvanias (bei 41° 50′ 48″ N, 77° 50′ 14″ W ) führt die Wasserscheide entlang des Appalachenkammes – insbesondere der Allegheny Mountains – nach Süden und endet beim Kissimmee River in Florida, der über den Lake Okeechobee sowohl in den Atlantik als auch den Golf von Mexiko entwässert.
Als größte Stadt liegt Atlanta auf der Östlichen Kontinentalen Wasserscheide.